# Philippe Lafitte
Philippe Lafitte est un écrivain français né le 19 juillet 1961 à Boulogne-Billancourt.

## Biographie
Après une carrière de directeur artistique  puis de concepteur-rédacteur freelance en publicité, il commence son œuvre d'écrivain au début des années 2000, même si son premier texte édité paraît en 1995 : Si douce, une nouvelle de guerre parue dans la revue littéraire Le Matricule des Anges.
Dans Mille Amertumes, premier roman paru chez Buchet/Chastel en 2003, la trajectoire biographique du personnage principal est en grande partie inspirée de celle de Michel Houellebecq, référence relevée par le critique littéraire Jean-Baptiste Harang dans une des premières recensions du roman (Libération,  janvier 2003) . Deux autres romans paraissent aux éditions Buchet/Chastel, Un monde parfait (2005) et Etranger au Paradis (2006), toujours dans un registre plutôt noir. 
À partir de 2010 Philippe Lafitte commence à développer des projets de scénarios pour le cinéma et la télévision , s’intéressant particulièrement à l’écriture de séries télévisuelles qu’il considère comme « une forme novatrice d’écriture qui trouve ses racines dans le feuilleton romanesque issu du XIXème siècle ».
La même année, il opère une évolution narrative dans l’écriture de ses romans et change d’éditeur avec Vies d'Andy (ed. Le Serpent à Plumes) uchronie romanesque bénéficiaire d'une bourse de création du Centre National du Livre puis d'une Mission Stendhal qui lui permet d'explorer la partie ruthène de la Slovaquie, pays d'origine de la famille Warhol. Il y met en scène une  nouvelle vie d’Andy Warhol après sa mort supposée et interroge, à travers une époque spécifique (la chute du Mur de Berlin), l’identité et la représentation du corps mais aussi les conséquences de la médiatisation sur l’individu contemporain. 
Toujours en 2010, dans un dossier de la revue La Pensée n° 362, intitulé « Figure de la modernité romanesque », le critique littéraire Jean-Claude Lebrun le situe dans le courant français des « Nouveaux Réalistes », aux côtés de Michel Houellebecq, Jérôme Leroy, Emmanuel Carrère, Grégoire Hervier.
Enclin à explorer divers champs d’écriture, il publie régulièrement des nouvelles dans la revue littéraire Décapage et des chroniques culturelles pour Le Huffington Post en 2012.
En 2015 paraît chez Grasset Belleville Shangaï Express   , cinquième roman qui explore la quête d’émancipation de jeunes gens gravitant dans le quartier populaire de Belleville et confrontés au poids de l’héritage familial, dans une variation contemporaine de Roméo et Juliette.
En 2017 il publie Eaux troubles , un roman court à la tension hitchcockienne pour la collection "Uppercut" de la maison d'édition suisse BSN Press.
Le 7 mars 2018 Grasset publie son sixième roman, Celle qui s'enfuyait, à la fois thriller psychologique sur fond de vérité historique et portrait d'une femme hors normes issue de la lutte pour les droits civiques américains.
En tant que scénariste il co-écrit l'adaptation de Vies d'Andy pour le cinéma avec le réalisateur Laurent Herbiet. Parallèlement il anime régulièrement des ateliers d'écriture créative, littéraire ou scénaristique. Depuis 2010 il est membre de la Maison des Ecrivains et de la Littérature    et depuis 2015 membre de la Société des Gens de Lettres.

## Œuvres

### Romans
- Celle qui s'enfuyait : roman, Paris, Grasset, 2018, 216 p. (ISBN 978-2-246-81556-3)
- Belleville Shangai Express, Paris, Grasset, 2015, 280 p. (ISBN 978-2-246-85715-0)
- Vies d'Andy : roman, Monaco-Paris, France, Le Serpent à Plumes, 2010, 268 p. (ISBN 978-2-268-06979-1)
- Étranger au Paradis : roman, Paris, Éditions Buchet/Chastel, 2006, 201 p. (ISBN 978-2-283-02223-8)
- Un monde parfait, Paris, Éditions Buchet/Chastel, 2005, 151 p. (ISBN 978-2-283-02018-0)
- Mille Amertumes, Paris, Éditions Buchet/Chastel, 2003, 201 p. (ISBN 978-2-283-01939-9)

### Nouvelles
- « Eaux troubles », BSN Press Lausanne, avril 2017
- « Regard fantôme », Storylab éditions, avril 2011
- « Femmes captives », Revue Décapage Modèle:N°39, été 2009
- « Une journée d’absence », Revue Décapage no 36, octobre 2008
- « Frères de sang », (commande à l’occasion de la journée mondiale des donneurs de sang), juin 2008
- « Fait d’hiver », Revue Décapage no 30, février 2007
- « Dernière station », Revue Décapage Modèle:N°29, octobre 2006
- « Cinéma non paradiso », L’Imbécile de Paris, octobre 2003
- « Autorisé », L’Imbécile de Paris, septembre 2003
- « Si trouble », Le Matricule des Anges, janvier 1995